# ベイサイド・ステーション駅
ベイサイド・ステーション駅（ベイサイド・ステーションえき）は、千葉県浦安市舞浜にある、ディズニーリゾートラインの駅である。東京ディズニーリゾート・オフィシャルホテル群の最寄り駅。旅客案内上は、ベイサイド・ステーションと呼称される。

## 歴史
- 2001年（平成13年）7月27日：開業[1]。
- 2009年（平成21年）3月14日：ICカード「PASMO」の利用が可能となる[3]。

## 駅構造
進行方向左側にある単式ホーム1面1線の高架駅で、ホームゲートが設置されている。オフィシャルホテルへの玄関駅であり、駅の直下にはホテルと駅を結ぶシャトルバス「ディズニーリゾートクルーザー」のバスターミナルがある。
午後・夜間は入庫列車の終着駅となる。入庫列車は当駅到着後東京ディズニーシー・ステーション駅まで有人で回送されそこから無人で入庫となる。午前の入庫列車は東京ディズニーシー来園者の便を図り東京ディズニーシー・ステーション駅まで営業運転される。
駅のデザインはシンプルながらカラーリングは要所でプラム色を使うなど、鮮やかな色彩の駅である。ホームから線路に向かって突き出した屋根の向こう側に視線を遮る壁は無く、オフィシャルホテルを眺める事ができる。
エスカレーターが駅に向かって左右各1基、エレベーター1基がある。改札口と券売機はホームと同じ2階にある。トイレは1階に設置されている。

## 利用状況
2022年度の1日平均乗車人員は9,216人である。2023年度の1日平均乗降人員は22,115人。ディズニーリゾートラインの駅としては東京ディズニーランド・ステーション駅に次いで乗車人員が少ない。開業以降の年度別1日平均乗車人員の推移は以下のとおりである。
| 年度               | 1日平均 乗車人員 | 出典     |
| ------------------ | ---------------- | -------- |
| 2001年（平成13年） | 8,564            | [ * 1 ]  |
| 2002年（平成14年） | 10,466           | [ * 2 ]  |
| 2003年（平成15年） | 10,096           | [ * 3 ]  |
| 2004年（平成16年） | 9,828            | [ * 4 ]  |
| 2005年（平成17年） | 9,047            | [ * 5 ]  |
| 2006年（平成18年） | 9,024            | [ * 6 ]  |
| 2007年（平成19年） | 8,025            | [ * 7 ]  |
| 2008年（平成20年） | 7,782            | [ * 8 ]  |
| 2009年（平成21年） | 7,080            | [ * 9 ]  |
| 2010年（平成22年） | 7,048            | [ * 10 ] |
| 2011年（平成23年） | 6,429            | [ * 11 ] |
| 2012年（平成24年） | 7,529            | [ * 12 ] |
| 2013年（平成25年） | 8,112            | [ * 13 ] |
| 2014年（平成26年） | 7,504            | [ * 14 ] |
| 2015年（平成27年） | 7,434            | [ * 15 ] |
| 2016年（平成28年） | 7,366            | [ * 16 ] |
| 2017年（平成29年） | 7,371            | [ * 17 ] |
| 2018年（平成30年） | 7,792            | [ * 18 ] |
| 2019年（令和元年） | 6,899            | [ * 19 ] |
| 2020年（令和02年） | 2,504            | [ * 20 ] |
| 2021年（令和03年） | 3,390            | [ * 21 ] |
| 2022年（令和04年） | 9,216            | [ * 22 ] |

備考
1. ↑  2001年7月27日開業。開業日から翌年3月31日までの計248日間のデータ。

## 駅周辺
東京ディズニーリゾート・オフィシャルホテルとしてL字型にホテルが並んでおり、シャトルバスの他に徒歩でのアクセスも可能である。東から西の順にシェラトン・グランデ・トーキョーベイ・ホテル、ホテルオークラ東京ベイ、ヒルトン東京ベイが立地し、ここから南から北の順にグランドニッコー東京ベイ 舞浜、東京ベイ舞浜ホテルが立地する。
この他、駅の南西から南東に掛けて千葉県が整備した浦安海岸舞浜地区の遊歩道も徒歩圏となっている。
2005年までは、現在のトイ・ストーリーホテル付近に所在した東京ベイNKホールの最寄り駅でもあった。
- 東京ディズニーシー・ファンタジースプリングスホテル
  - 東京ディズニーシー ファンタジースプリングス・エントランス - ホテル宿泊者のみ利用可能。
- 東京ディズニーリゾート・トイ・ストーリーホテル
- リゾートパーキング

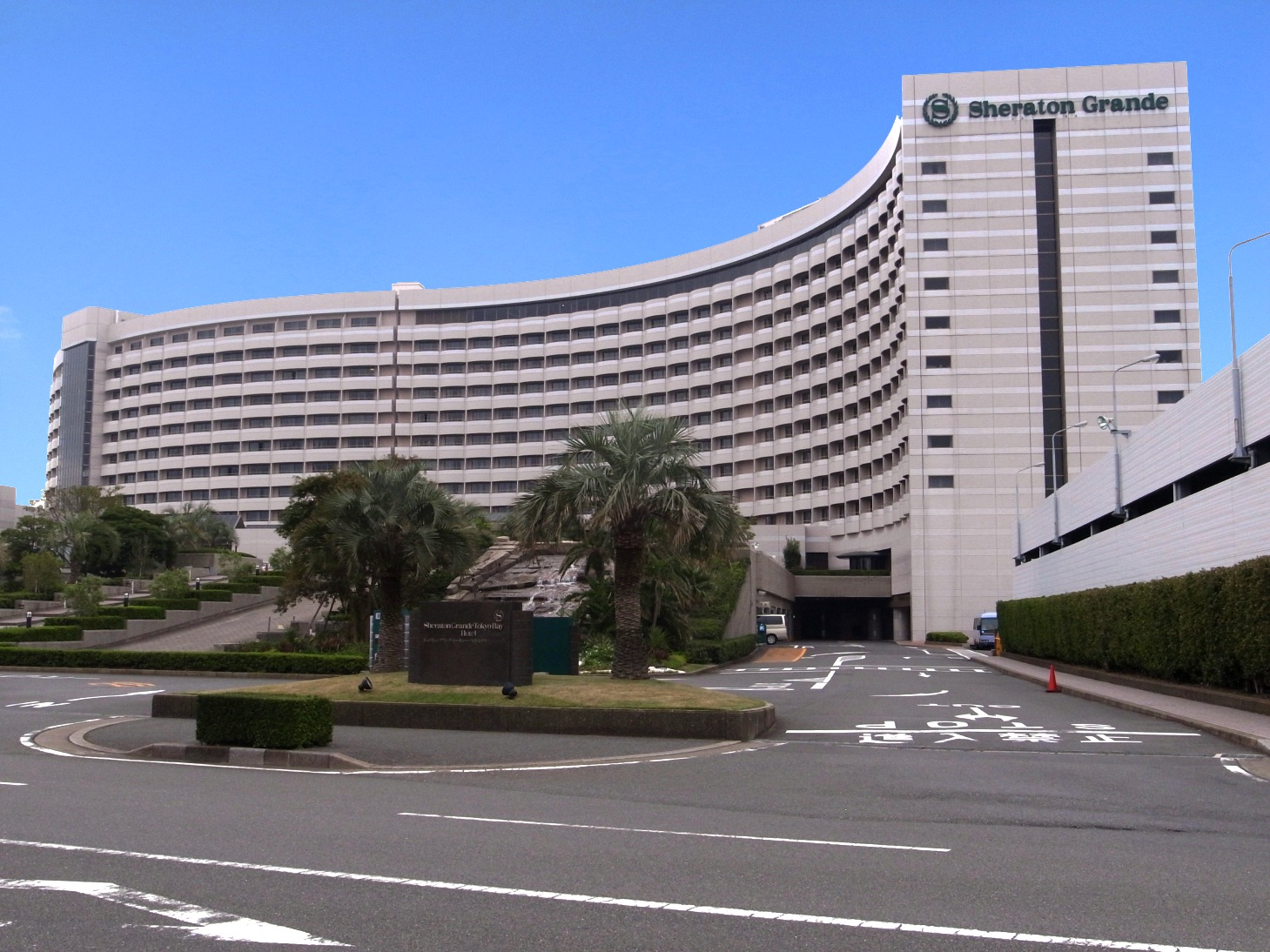
シェラトン・グランデ・トーキョーベイ・ホテル
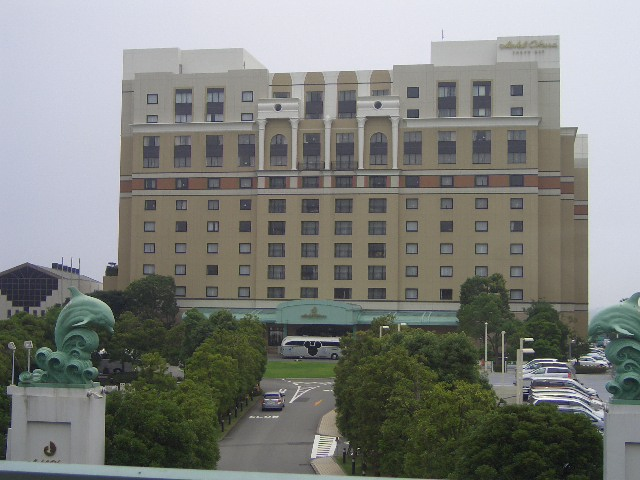
ホテルオークラ東京ベイ
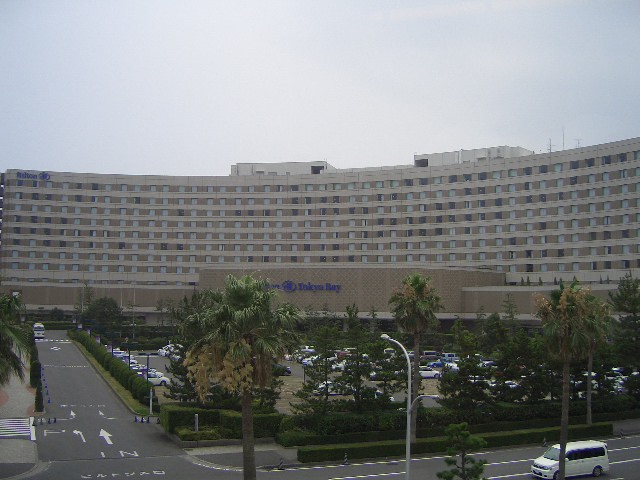
ヒルトン東京ベイ
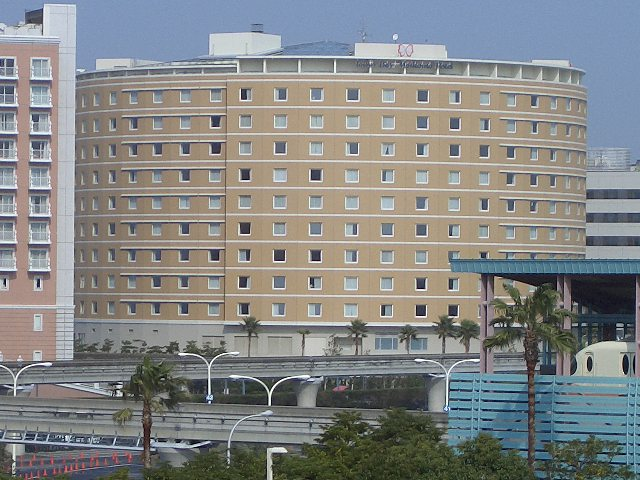
東京ベイ舞浜ホテル

## バス路線
併設のバスターミナルより、ベイサイド・ステーション駅と5つのオフィシャルホテルを結ぶ専用の無料シャトルバス「ディズニーリゾートクルーザー」のルートBが発着している。このバスターミナルは混雑時にリゾート内駐車場とベイサイド・ステーション間で運行される「ゲスト・パーキング・シャトル」バスの発着点でもある。
- 1番乗り場
  - シェラトン・グランデ・トーキョーベイ・ホテル
- 2番乗り場
  - ホテルオークラ東京ベイ
- 3番乗り場
  - ヒルトン東京ベイ
- 4番乗り場
  - グランドニッコー東京ベイ 舞浜
- 5番乗り場
  - 東京ベイ舞浜ホテル ファーストリゾート
  - 東京ベイ舞浜ホテル

この他、駅前の道路上に京成バス千葉ウエストの系統12が経由するシェラトンホテル・ホテルオークラ停留所がある。また、徒歩圏内の各ホテルからは羽田空港・成田空港へのリムジンバスが発着している。

## 隣の駅
舞浜リゾートライン
■ディズニーリゾートライン
東京ディズニーランド・ステーション駅 → ベイサイド・ステーション駅 → 東京ディズニーシー・ステーション駅